# Crocidura floweri
Crocidura floweri е вид бозайник от семейство Земеровкови (Soricidae).

## Разпространение
Видът е разпространен в Египет.